# Georgina Xenu
Georgina Xenu (10 de junio de 1997) es una deportista griega que compite en karate, en la modalidad de kata. Ganó una medalla de bronce en los Juegos Europeos de Cracovia 2023, en la prueba individual.

## Palmarés internacional
| Juegos Europeos | Juegos Europeos         | Juegos Europeos   | Juegos Europeos |
| Año             | Lugar                   | Medalla           | Prueba          |
| --------------- | ----------------------- | ----------------- | --------------- |
| 2023            | Bielsko-Biała (Polonia) | Medalla de bronce | Individual      |